# Renato Martinoni
Renato Martinoni (Muralto, 20 ottobre 1952) è un filologo, storico della letteratura e scrittore svizzero di lingua italiana.

## Biografia
Renato Martinoni ha studiato letteratura e linguistica italiana e francese, oltre che etnologia musicale, all'Università di Zurigo. Si è poi perfezionato in Italia, in particolare a Genova, discutendo una tesi di dottorato sulla poesia e sul collezionismo d'arte in epoca seicentesca con Paola Barocchi, Ottavio Besomi e Dante Isella.  Dal 1978 al 1992 ha insegnato, come docente incaricato, libero docente, professore associato e professore invitato, al Politecnico federale di Zurigo e alle Università di Zurigo e di Losanna. Dal 1992 al 2018 è stato professore ordinario di Letteratura italiana all'Università di San Gallo di cui, dal 2018, è professore emerito. È stato più volte invitato come Visiting Professor di Letteratura comparata all'Università Ca' Foscari di Venezia e, nel 2020, di Letteratura italiana all'Università del Piemonte Orientale.
Dal 1995 al 1997 è stato decano della "School of Humanities and Social Sciences" dell'Università di San Gallo. Ha assunto molti incarichi istituzionali e ha rivestito varie funzioni: fra l'altro quella di consigliere centrale della Società Dante Alighieri a Roma dal 1994 al 2016, di cui ora è consigliere emerito; di membro del consiglio direttivo di Pro Helvetia, la fondazione svizzera per la cultura tra il 1996 e 2005; di vice-presidente (2000-2001) e di presidente (2001-2005) del "Collegium Romanicum", la società svizzera degli studiosi di lingue e letterature romanze. È membro della Commissione nazionale dei Vocabolari elvetici, nonché direttore artistico di FestivaLLibro, la fiera libraria associata al Locarno Film Festival.
Condirige (con Pietro Gibellini, Gianni Oliva, Giovanni Tesio e Matteo Vercesi) la rivista internazionale "Letteratura e dialetti" ed è nel comitato di redazione di "InAspreRime" e di "Todomodo", oltre che nel comitato di lettura di "Ermeneutica letteraria". È membro ordinario del "Centro Interuniversitario di Ricerche sul Viaggio in Italia", accademico dell’Ateneo di Brescia e socio straniero dell’Accademia dell'Arcadia col nome arcadico di Alceo Lepontino.
Si occupa principalmente di storia letteraria tra Seicento e contemporaneità, con particolare attenzione ai rapporti culturali fra Italia, Svizzera ed Europa; i suoi interessi hanno toccato nello specifico la letteratura di viaggio, il collezionismo d’arte in epoca barocca, la poesia in dialetto, i rapporti fra cultura, società ed economia. I suoi lavori più significativi si sono concentrati, tra gli altri, su Alessandro Volta, Ugo Foscolo, Giacomo Leopardi, Francesco De Sanctis, Benedetto Croce, Dino Campana, Guido Gozzano, Cesare Pavese, Vittorio Sereni, Leonardo Sciascia.
È inoltre attivo nella scrittura di romanzi e di racconti; in questo ambito il suo penultimo lavoro, La campana di Marbach, è dedicato alla figura del pittore Antonio Ligabue, di cui documenta il carattere e il vissuto a partire dalla gioventù: «un romanzo amaro e struggente, in bilico tra la biografia e la fiaba lirica» (Dacia Maraini) , mentre quello più recente narra fra storia e invenzione le vicende del poeta Dino Campana.

## Riconoscimenti
- Premio "internazionale dei due Laghi", Locarno - 1984.
- Premio "Nuova Antologia", Campione d’Italia - 1986.
- Premio Schiller, Zurigo - 1998, per il romanzo Sentieri di vetro.
- "Medaglia d’Oro" della Società «Dante Alighieri», Roma - 2003.
- "Cavaliere dell’Ordine al Merito della Repubblica italiana", Roma - 2010.
- Premio "Oertli-Stiftung", Zurigo - 2014.
- "Medaglia d’Onore", "Comitato degli Italiani all’Estero", San Gallo - 2017.[2]

## Opere

### Edizioni, studi e traduzioni
- Renato Martinoni, Letteratura in viaggio, Venezia, Marsilio Editore, 2025

- Eveline Hasler, La notte nel bosco incantato, traduzione di Renato Martinoni, Verona-Gordola, Marameo, 2021.
- Renato Martinoni, Antonio Ligabue. Gli anni della formazione (1899-1919), Venezia, Marsilio Editore, 2019.
- Renato Martinoni, Orfeo barbaro. Cultura e mito in Dino Campana, Venezia, Marsilio Editore, 2017.
- Carl’Antonio Tanzi, Rime Milanesi, a cura di Renato Martinoni, Milano-Parma, Fondazione Bembo/Guanda, 2016.
- Renato Martinoni, Il ristoro della fatica. Erudizione e storia letteraria nel Settecento, Venezia, Marsilio Editore, 2014.
- Renato Martinoni, La cultura nel Locarnese fra Otto e Novecento, Bellinzona, Salvioni, 2014.
- Renato Martinoni, I poeti dell’Almanacco, disegni di Mario Botta, Bellinzona, Salvioni, 2012.
- Renato Martinoni, La lingua italiana in Svizzera, presentazione di Luca Serianni, Bellinzona, Salvioni-Fondazione Ticino Nostro, 2011.
- Troppo poco pazzi. Leonardo Sciascia nella libera e laica Svizzera, a cura di Renato Martinoni, Firenze, Olschki, 2011.
- Renato Martinoni, L’Italia in Svizzera. Lingua, cultura, viaggi, letteratura, Venezia, Marsilio Editore, 2010.
- Piero Bianconi, Albero genealogico. Cronache di emigranti, a cura di Renato Martinoni, Locarno, Dadò, 2009, 2019 (trad. ted. Der Stammbaum, a cura di Renato Martinoni, Zurigo, Limmat Verlag, 2017).
- Sankt Gallen und Italien - San Gallo e l’Italia, a cura di Ernst Tremp e Renato Martinoni, St. Gallen, Stiftsbibliothek-Verlag am Klosterhof, 2008.
- Giacomo Rusconi detto il Barbarossa, Lettere dall’America, a cura di Renato Martinoni, Balerna, Edizioni Ulivo, 2008, 2009.
- Giovanni Rajberti, Sul gatto, a cura di Renato Martinoni, Balerna, Edizioni Ulivo, 2007.
- Giuseppe Bottelli, Viaggio in Svizzera. Sulle orme di Foscolo, a cura di Renato Martinoni, Balerna, Edizioni Ulivo, 2005.
- Renato Martinoni, Il colore del sangue. La cultura nella Svizzera italiana al tempo della guerra, Lugano, RSI Multimedia, 2005.
- Lo sguardo degli altri. L’immagine della Svizzera italiana nei viaggiatori del Settecento, a cura di Renato Martinoni e Antonio Pelli, Bellinzona, Salvioni, 2004.
- All’ombra del maestro. Lettere di e a Benedetto Croce (1903 – 1933) scelte, trascritte e raccolte da Giovanni Castellano, a cura di Renato Martinoni e Roberta Bruno Pagnamenta, Alessandria, Edizioni dell’Orso, 2003.
- Dino Campana, Canti Orfici e altre poesie, a cura di Renato Martinoni, Torino, Einaudi, 2003.
- Guglielmo Tell. Tragedia del XVIII secolo, a cura di Renato Martinoni, Balerna, Edizioni Ulivo 2003.
- Angelo Nessi, Ambienti lombardi, a cura di Renato Martinoni, Balerna, Edizioni Ulivo, 2002.
- Pio Ortelli, La madre di Ernesto e altri racconti, a cura di Renato Martinoni, Balerna, Edizioni Ulivo, 2002.
- Piero Bianconi, Antologia di scritti, a cura di Renato Martinoni e Sabina Geiser Foglia, Locarno, Dadò, 2001.
- Carlo Salvioni, Ninne nanne e indovinelli. Saggi di folclore lombardo, a cura di Renato Martinoni, Balerna, Edizioni Ulivo, 2001.
- Piero Bianconi, Gente del Mendrisiotto, a cura di Renato Martinoni e Sabina Geiser Foglia, Balerna, Edizioni Ulivo, 2001.
- Angelica Rusconi, Lettere dalla California, a cura di Renato Martinoni, Balerna, Edizioni Ulivo, 2001.
- Scarpe e polenta. Un viaggio letterario nella Svizzera italiana del Novecento, a cura di Renato Martinoni e Antonio Pelli, Bellinzona, Salvioni, 2001.
- Ernesto Ragazzoni, Buchi nella sabbia e pagine invisibili. Poesie e prose, a cura di Renato Martinoni, introduzione di Sebastiano Vassalli, Torino, Einaudi, 2000.
- Friederike Brun, Il paradiso di Saffo. Il diario di viaggio di una poetessa del nord nella Svizzera italiana del Settecento, traduzione e cura di Renato Martinoni, Balerna, Edizioni Ulivo, 1998.
- Angelo Nessi, Scrittori Ticinesi, a cura di Renato Martinoni e Clara Caverzasio Tanzi, Locarno, Dadò, 1997.
- Cento anni di poesia nella Svizzera italiana, a cura di Giovanni Bonalumi, Renato Martinoni e Pier Vincenzo Mengaldo, Locarno, Dadò, 1997.
- Renato Martinoni, Il palombaro delle acque profonde. Intervista a Dacia Maraini, Balerna, Edizioni Ulivo, 1997.
- Renato Martinoni, Censure. Cronache di quattro casi culturali, Locarno, Dadò, 1996.
- Kark-Viktor von Bonstetten, Ricordi di un cosmopolita, traduzione e cura di Renato Martinoni, Locarno, Dadò, 1994.
- Innocente Bianconi, Diario d’America, a cura di Renato Martinoni, Locarno, Dadò, 1994.
- Alessandro Volta, Viaggi in Svizzera, a cura di Renato Martinoni, Como-Pavia, Ibis, 1991; nuova edizione: Viaggi in Svizzera. Due viaggi e sei lettere, Como-Pavia, Ibis, 2022.
- Carl’Antonio Tanzi, Le poesie milanesi, edizione critica, commentata e tradotta da Renato Martinoni, Pistoia, Edizioni Can Bianco, 1990.
- Renato Martinoni, Viaggiatori del Settecento nella Svizzera italiana, Locarno, Dadò, 1989.
- Giacomo Leopardi, Discorso di un italiano intorno alla poesia romantica, a cura di Ottavio Besomi, Renato Martinoni e altri, Bellinzona, Casagrande Edizioni, 1988.
- Giovanni Bianconi, Un güst da pan da segra. Tutte le poesie in dialetto con 121 legni, a cura di Sandro Bianconi e Renato Martinoni, presentazione di Dante Isella, Locarno, Dadò, 1986.
- Emilio Zanini, Lu cont Ugulign in dialett da Cavergn, a cura di Renato Martinoni, con sei litografie di Edgardo Cattori, Ascona, Stamperia Antiqua, 1985.
- Karl-Viktor von Bonstetten, Lettere sopra i baliaggi italiani, traduzione e cura di Renato Martinoni, Locarno, Dadò, 1984.
- Renato Martinoni, Gian Vincenzo Imperiale. Politico, letterato e collezionista genovese del Seicento, Padova, Antenore, 1983.

### Cataloghi
- Antonio Ligabue. Der Schweizer Van Gogh. The Swiss Van Gogh, hrsg. von Monika Jagfeld, Renato Martinoni, Sandro Parmiggiani, Milano, Skira, 2019.
- Antonio Ligabue. Il Van Gogh svizzero, a cura di Monika Jagfeld, Renato Martinoni, Sandro Parmiggiani, Milano, Skira, 2019.

### Romanzi e racconti
- Ricordi di suoni e di luci. Storia di un poeta e della sua follia, San Cesario di Lecce, Manni, 2025 (Candidato al Premio Strega 2025).

- Die Glocke von Marbach. Antonio Ligabue, traduzione di Diana Bischofberger, Zürich, Limmat Verlag, 2023.
- La campana di Marbach. Antonio Ligabue. Romanzo dell’artista da giovane, Milano, Guanda, 2020.
- Ceramica e inchiostro, opere di Laura Martinoni, Bellinzona, Salvioni, 2016.
- Il paradiso e l’inferno. Storie di emigrazione alpina, Bellinzona, Salvioni, 2011.
- Nei dedali orfici degli hutong, in Dongyouji - Viaggio in Oriente, Pechino, Istituto italiano di cultura, 2011, pp. 16-24, con testi narrativi di Eraldo Affinati, Camilla Baresani, Jarmila Ockayova, Lorenzo Pavolini, Sandra Petrignani, Giovanni Porzio, Gian Antonio Stella, Hong Ying, Ning Ken e Xu Xiaobin (雷纳多 马蒂诺尼（著）“胡同里的俄尔浦斯迷宫”，载《东游记》，意大利文化处 北京（编），北京：意大利文化处，2011年，第17－25页。).
- Il tramonto degli dèi. Storia e romanzo di Cervo Bianco, Balerna, Edizioni Ulivo, 2004.
- Il nome della pietra. Racconti del lago, Balerna, Edizioni Ulivo, 2002.
- Heretički Dijalozi. Dialoghi eretici, traduzione di Tvrtko Klarič, prefazione di Sandro Vitalini, postfazione di Julija Koš, Zagreb, Felsina, 2001.
- Dialoghi eretici, Balerna, Edizioni Ulivo, 1999.
- Sentieri di vetro, Venezia, Edizioni del Leone, 1998.

### Sceneggiature
- L’enigma Tewanna Ray, con Vittorio Barino (Tv Movie con Danny Quinn, Valeria Ciangottini, Roberto Accornero, Michel Altieri e altri, Regia: Alessandro Maccagni, TSI 2006; tratto dal romanzo Il tramonto degli dèi di Renato Martinoni).